# Ionizacijska energija
Ionizácijska energíja (tudi ionizácijski potenciál) je najmanjša energija, ki jo je treba dovesti, da atomu ali molekuli odtrgamo elektron. Kinetična energija nastalega mirujočega ionskega para (ion in elektron) je enaka nič, prav tako pa vzamemo, da sta ion in elektron dovolj daleč narazen, da je tudi njuna elektrostatična interakcija zanemarljiva.
Najnižjo vezavno energijo imajo elektroni v najbolj zunanji elektronski lupini.
Ionizacijsko energijo za vodik in vodiku podobne atome, kjer ni treba upoštevati medsebojnega vpliva elektronov, podaja Rydbergova formula:
{\displaystyle W_{i}=-{\frac {Z^{2}}{n^{2}}}{\frac {\mu _{0}^{2}m_{e}c^{4}e_{0}^{4}}{8h^{2}}}}
Pri tem je Z naboj jedra, n vrstno število, μ0 indukcijska konstanta, me masa elektrona, c hitrost svetlobe v praznem prostoru, e0 osnovni naboj, h pa Planckova konstanta.